# میدان نفتی مغان
میدان نفتی مغان از میدان‌های نفتی ایران است، که در شمال غرب کشور، در استان اردبیل،  در منطقه‌ای از شهرستان های بیله سوار و پارس آباد با وسعت ۵٫۶ کیلومتر مربع و در حوضه دشت مغان، مستقر می‌باشد. ضخامت رسوبات در این حوضه بیش از ۸ کیلومتر بوده و غنی از طبقات شیلی- رسی است.
نخستین بار در سال ۱۹۵۰ آثار تراوش‌های مواد نفتی در منطقه قیر دره در آذربایجان گزارش شد. بهره‌برداری از نفت دشت مغان به علت تراوایی بسیار کم مخزن، اقتصادی نیست. با وجود چشمه‌های متعدد نفتی در این حوضه، احتمال می‌رود اکتشافات دیگری در این منطقه صورت گیرد.
مجوز عملیات اکتشاف نفت مغان در سال ۱۳۸۷ امضا شد و این عملیات هم‌اکنون در این منطقه ادامه دارد. در این ناحیه سازند زیوه یا زیور به سن الیگومیوسن، سنگ مخزن تجمعات نفتی این منطقه می‌باشد، که توسط رسوبات آواری و کربناته تورنین پوشیده می‌شود. این سازند در منطقه رخنمون سطحی نیز دارد.

## طرح توسعه میدان
سرمایه‌گذاری مرحله اول شامل اکتشاف و عملیات اکتشافی آن را جمعاً معادل ۱۴۱ میلیون و ۸۰۰ هزار دلار تعیین شده بود. بر این اساس، از مبلغ سرمایه‌گذاری مرحله اول، حداقل مبلغ ۴۰ میلیون و ۳۰۰ هزار دلار سرمایه‌گذاری به عنوان «تعهدات مرحله اکتشاف» شامل جمع‌آوری، پردازش و تفسیر اطلاعات لرزه‌نگاری دو بعدی و حفر سه حلقه چاه اکتشافی در بلوک مذکور و مابقی برای عملیات تکمیلی اکتشاف شامل جمع‌آوری، آمایش، تفسیر لرزه‌نگاری و لرزه‌نگاری سه بعدی و حفاری یک حلقه چاه توصیفی با تأیید شرکت ملی نفت ایران انجام می‌گیرد.